# Stade d'eau vive d'Ivrée

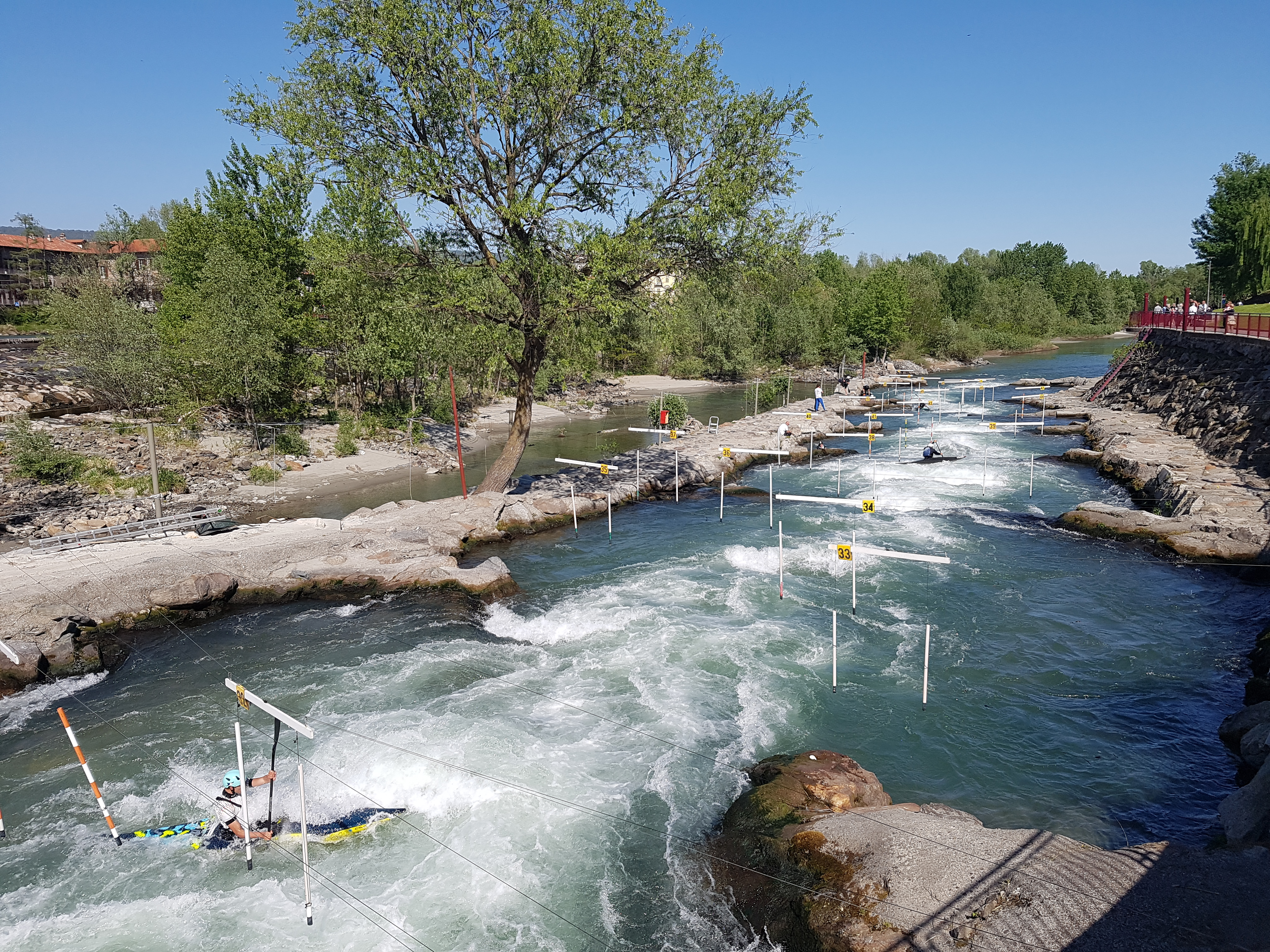
Le stade d'eau vive d'Ivrée, en 2019

Le stade d'eau vive d'Ivrée (en italien : Stadio della Canoa di Ivrea) est un stade d'eau vive artificiel située le long de la Doire Baltée dans la ville d'Ivrée en Italie.

## Histoire
En 2005, Ondrej Ciback redessine la dernière partie du canal afin de mieux répartir le dénivelé significatif. En 2006, c'est la société française Hydrostadium, qui avait déjà conçu le stade d'eau vive olympique d'Athènes, qui effectue des travaux sur l'installation.
L'installation accueille la première manche de la Coupe du monde de slalom de canoë-kayak 2016 et la quatrième manche de la Coupe du monde de slalom de canoë-kayak 2017. Elle accueille également les Championnats d'Europe de slalom de canoë-kayak 2021 et les Championnats du Monde Junior et U23 de slalom de canoë-kayak 2022.